# Phaius tancarvilleae
Phaius tancarvilleae là một loài lan được tìm thấy ở Ấn Độ, New Guinea, Trung Quốc, Indonesia, Malaysia và Úc.

## Hình ảnh

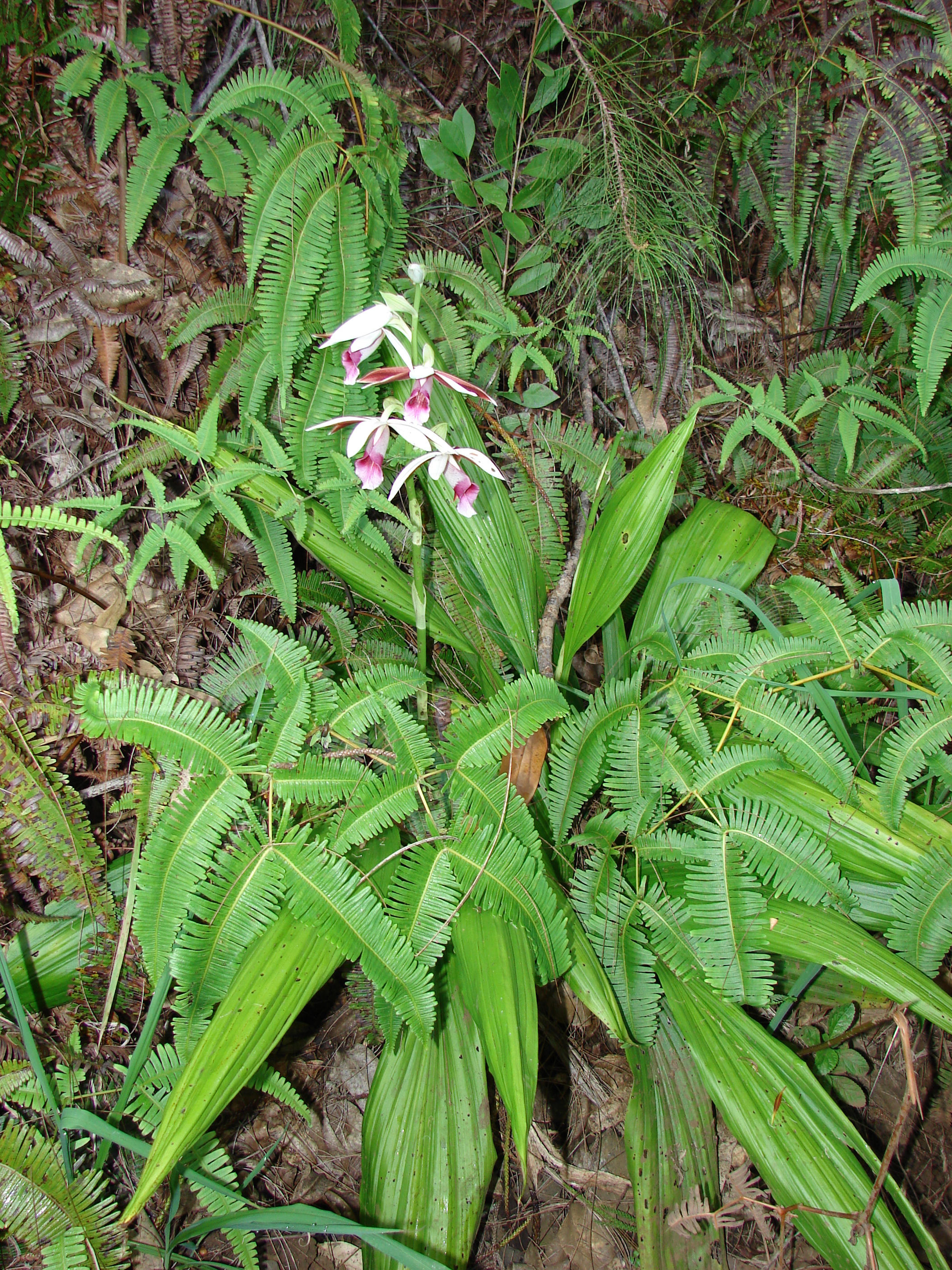
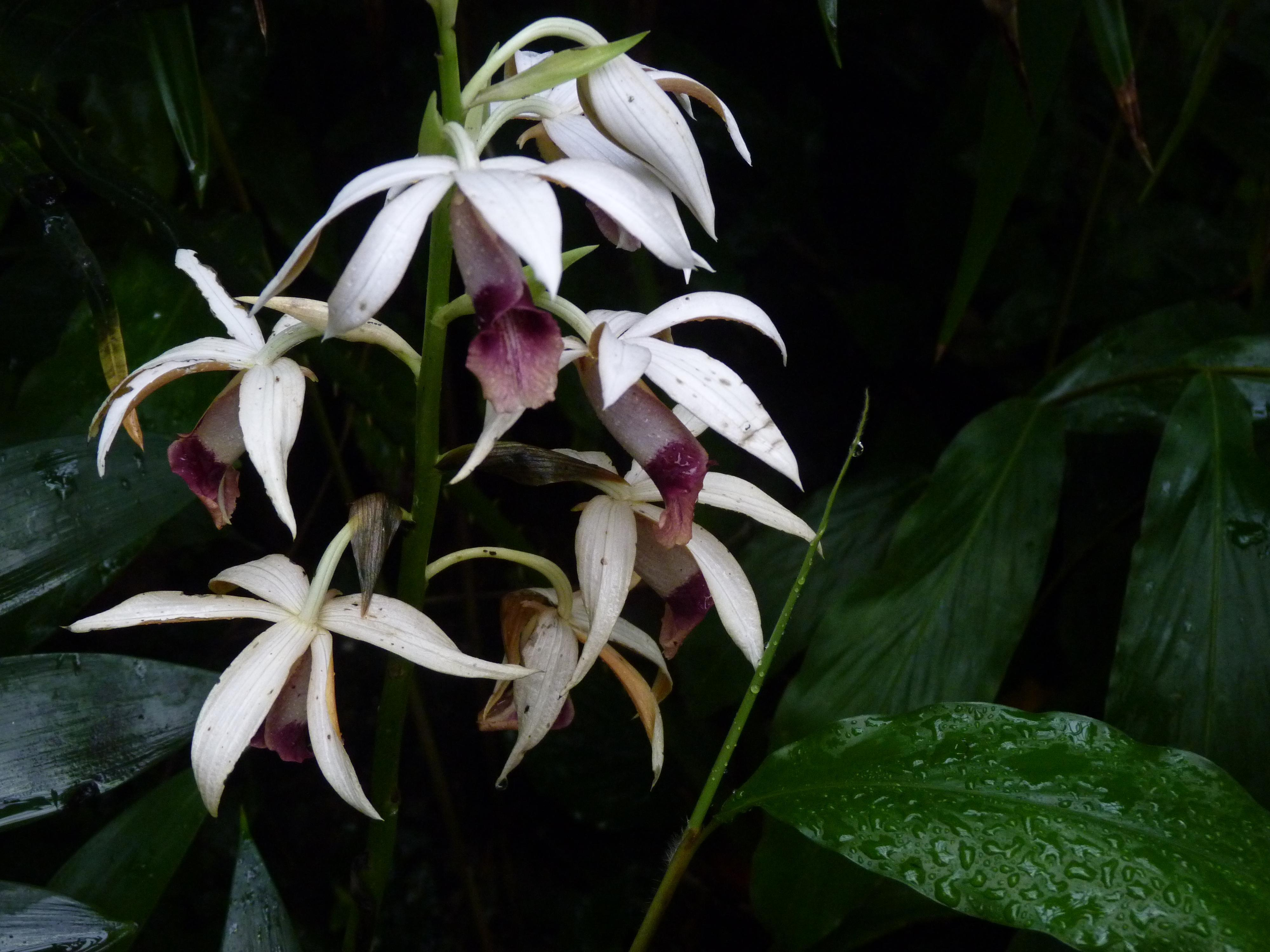
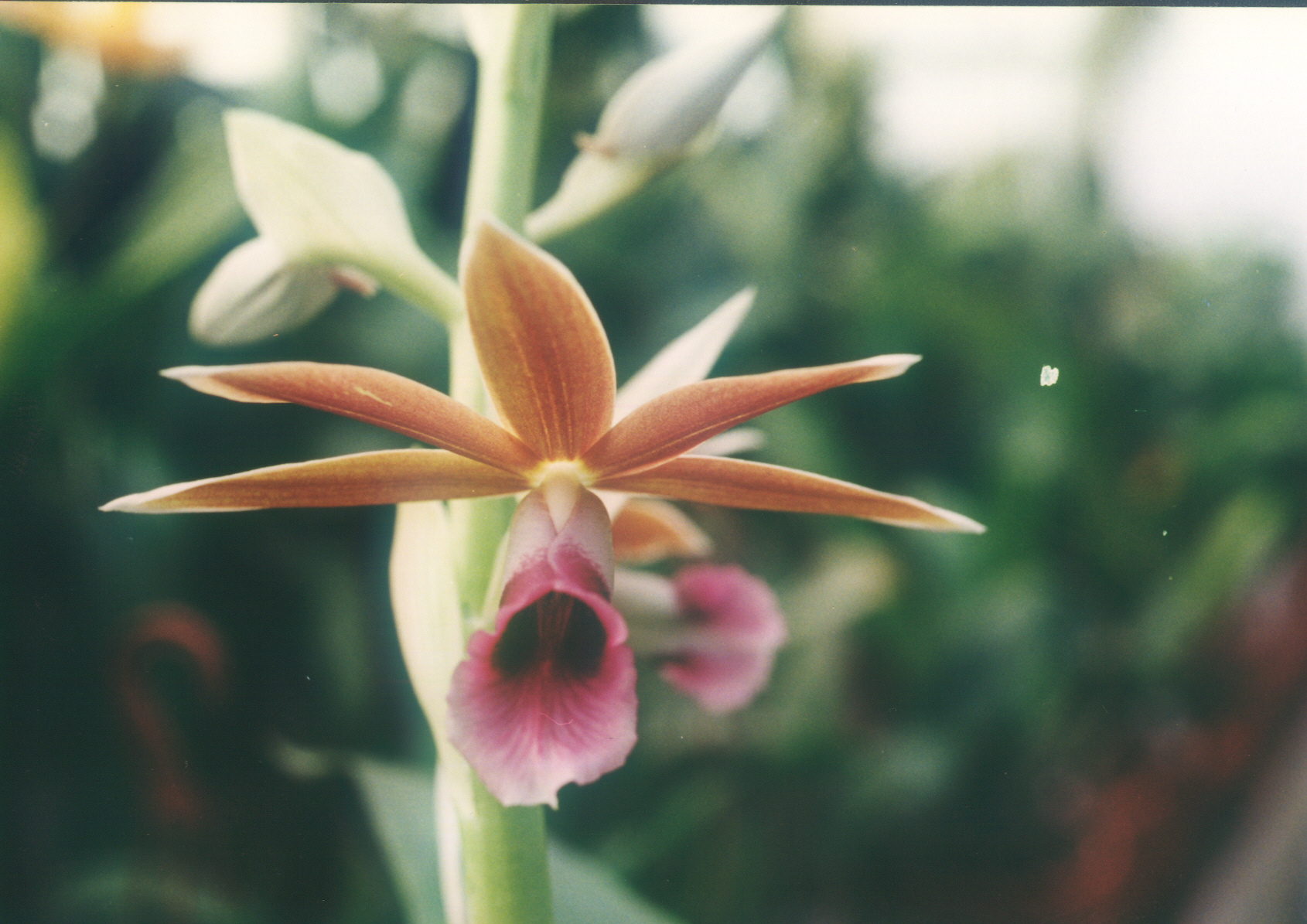
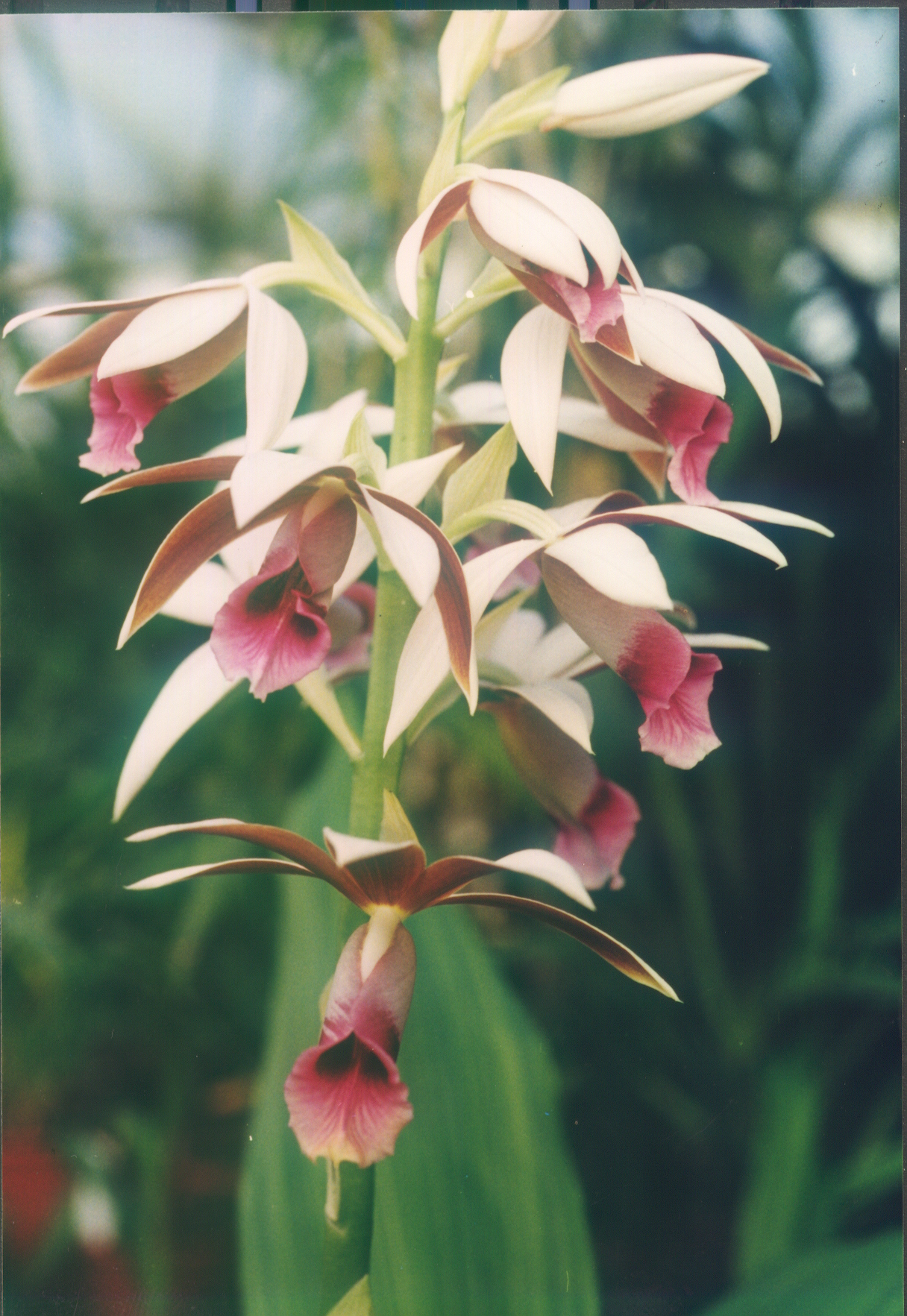